# Земпл (Міннесота)
Земпл (англ. Zemple) — місто (англ. city) в США, в окрузі Ітаска штату Міннесота. Населення — 78 осіб (2020).

## Географія
Земпл розташований за координатами 47°19′11″ пн. ш. 93°47′6″ зх. д. / 47.31972° пн. ш. 93.78500° зх. д. (47.319657, -93.784987).  За даними Бюро перепису населення США в 2010 році місто мало площу 2,07 км², уся площа — суходіл. В 2017 році площа становила 1,70 км², уся площа — суходіл.

## Демографія
Згідно з переписом 2010 року, у місті мешкали 93 особи в 29 домогосподарствах у складі 22 родин. Густота населення становила 45 осіб/км².  Було 30 помешкань (14/км²).
Расовий склад населення:
| - 93,5 % — білих - 5,4 % — корінних американців |

До двох чи більше рас належало 1,1 %. Частка іспаномовних становила 0,0 % від усіх жителів.
За віковим діапазоном населення розподілялося таким чином: 36,6 % — особи молодші 18 років, 48,3 % — особи у віці 18—64 років, 15,1 % — особи у віці 65 років та старші. Медіана віку мешканця становила 34,8 року. На 100 осіб жіночої статі у місті припадало 116,3 чоловіків;  на 100 жінок у віці від 18 років та старших — 84,4 чоловіків також старших 18 років.
Середній дохід на одне домашнє господарство  становив 38 075 доларів США (медіана — 23 333), а середній дохід на одну сім'ю — 40 704 долари (медіана — 24 583). За межею бідності перебувало 30,4 % осіб, у тому числі 34,8 % дітей у віці до 18 років та 28,6 % осіб у віці 65 років та старших.
Цивільне працевлаштоване населення становило 30 осіб. Основні галузі зайнятості: освіта, охорона здоров'я та соціальна допомога — 33,3 %, роздрібна торгівля — 16,7 %, науковці, спеціалісти, менеджери — 13,3 %, мистецтво, розваги та відпочинок — 13,3 %.